# Nowe Warpno
Nowe Warpno, tyska: Neuwarp, är en liten hamnstad vid Oderlagunen i nordvästra Polen, belägen i distriktet Powiat policki i Västpommerns vojvodskap, vid gränsen mot Tyskland. Staden hade 1 223 invånare år 2014 och är centralort i en stads- och landskommun med sammanlagt 1 664 invånare, vilket gör den till en av Polens minsta städer och kommuner.

## Geografi

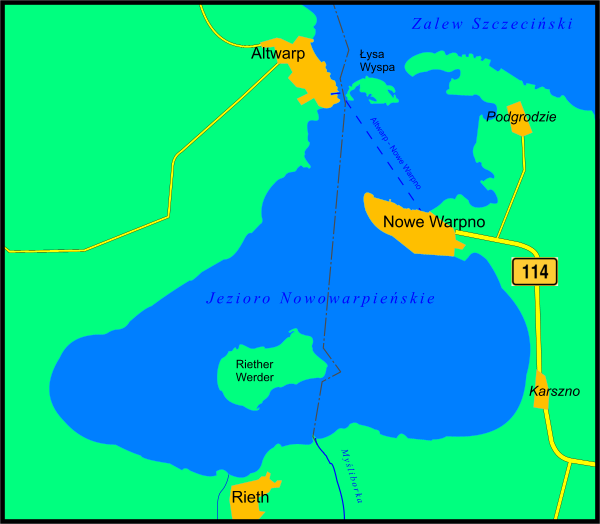
Karta över Neuwarper See.

Nowe Warpno ligger på en halvö på östra stranden av viken Neuwarper See, som utgör en del av Oderlagunen. På andra sidan viken ligger orten Altwarp i Tyskland, och nationsgränsen går mitt i viken. Historiskt räknas orten till landskapet Vorpommern, vars östra del sedan 1945 är en del av Polen.

## Historia
Orten omnämns troligen första gången som Warpene 1184, men det är inte känt om detta namn syftade på Neuwarp eller på grannorten Altwarp på andra sidan viken. Hertigen Barnim I av Pommern gav staden stadsrättigheter i mitten på 1200-talet. 1352 omnämns staden som civitas Nova Warpe, Neuwarp, i ett dokument. Stadens handel blomstrade under 1300-talet och 1400-talet och konkurrerade med hansastaden Stettin. 
Neuwarp blev en del av Svenska Pommern i Westfaliska freden 1648. Staden ockuperades 1710 under Stora nordiska kriget och drabbades av soldatinkvarteringar och en pestepidemi under de följande åren. Efter freden i Stockholm 1720 blev staden del av Preussen. Neuwarp förlorade med tiden i betydelse som sjöfartsstad. De viktigaste näringarna under 1800-talet var, förutom sjöfarten, hantverk och fiske. I slutet av 1800-talet blev staden kurort.
Efter andra världskrigets slut 1945 drogs den nya tysk-polska gränsen enligt Potsdamöverenskommelsen genom sundet väster om staden. Stadens tysktalande befolkning fördrevs nästan helt, och staden, nu med det officiella polska namnet Nowe Warpno, återbefolkades därefter av inflyttade polsktalande från andra delar av Polen och från Sovjetunionen.

## Kultur och sevärdheter

### Byggnader

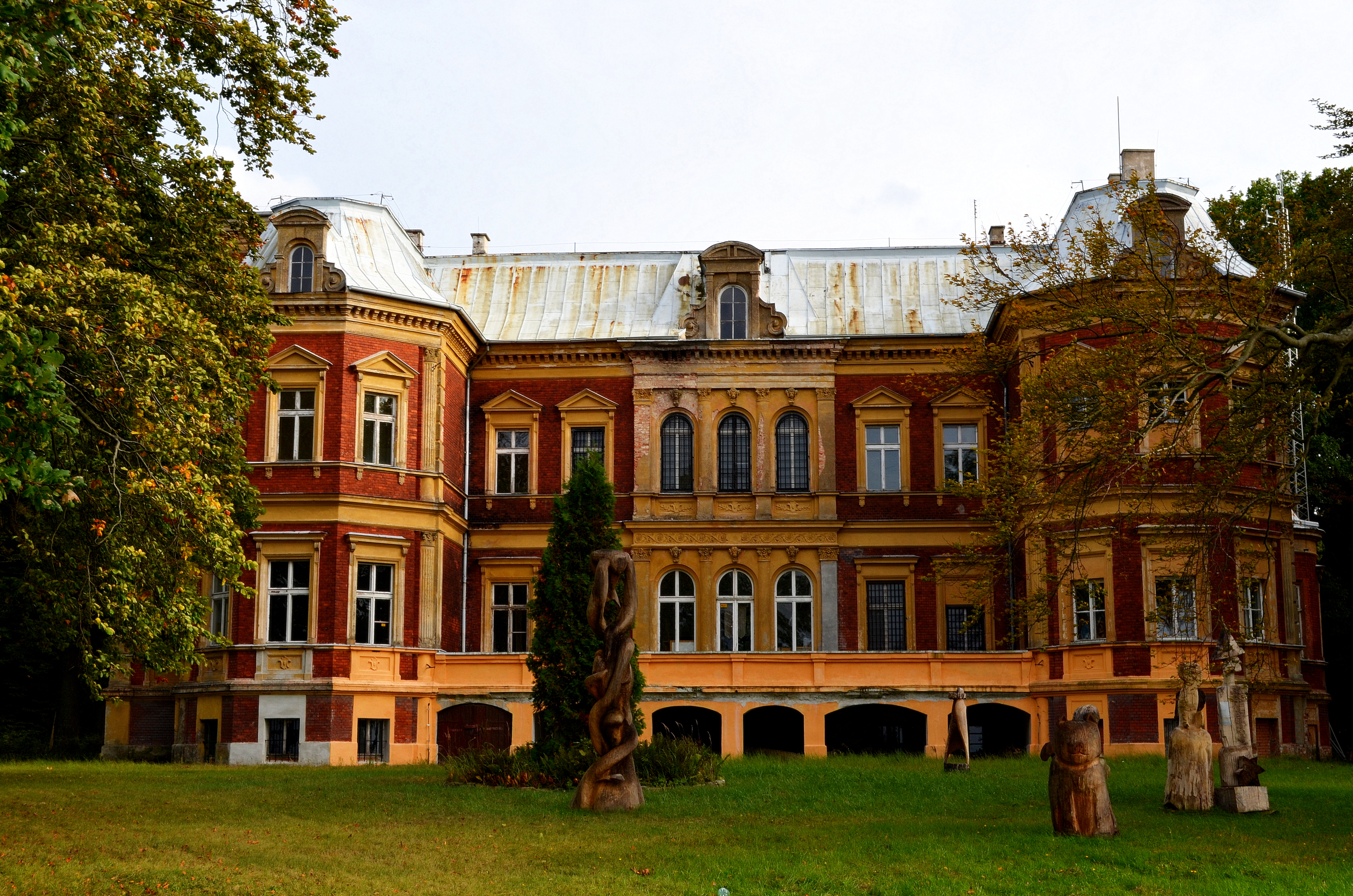
Karsznos slott.

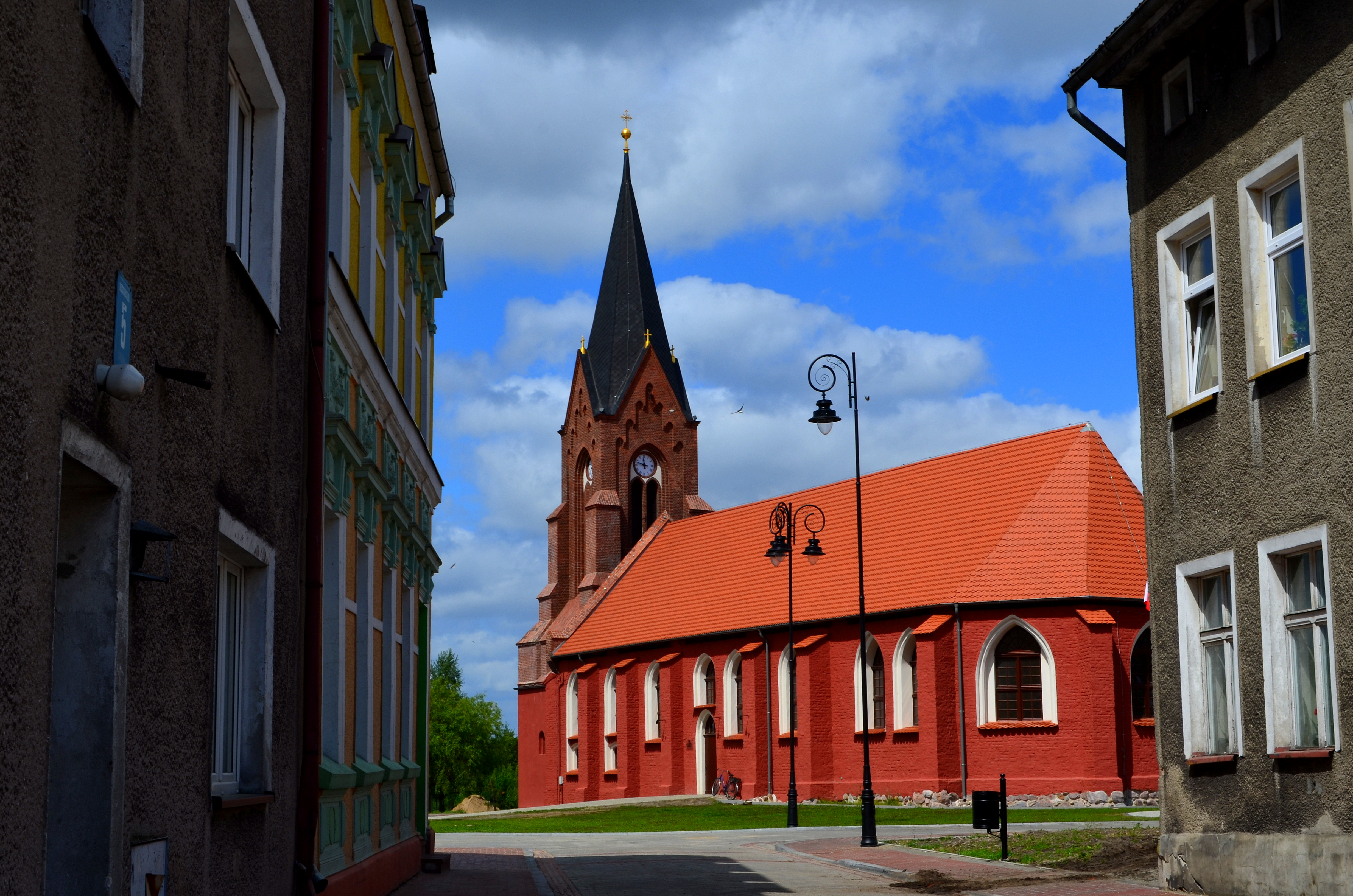
Marie himmelsfärdskyrkan.

- Marie himmelsfärdskyrkan, uppförd på 1400-talet. Barockinredningen härstammar från en ombyggnad 1693 och den nuvarande exteriören tillkom på 1800-talet.
- Karsznos slott, uppfört på 1800-talet i nyrenässansstil.
- Rådhuset i fackverksstil, uppfört 1697.
- S:t Hubertuskyrkan i Karszno, uppförd på 1700-talet.
- Nowe Warpnos historiska stadskärna, med de äldsta delarna från 1400-talet. Staden har flera historiska borgarhus från 1700-talet och 1800-talet.
- Postkontoret, uppfört 1905.

## Näringsliv och turism
Nowe Warpnos viktigaste industri är fiske. I övrigt är staden huvudsakligen en turistort, bland annat inriktad på natur-, camping-, bad- och cykelturism.

## Kommunikationer
Nowe Warpno har en hamn med båtförbindelser mot Altwarp, Ueckermünde och Kamminke. Industrihamnen kan ta emot fartyg på upp till 40 meters längd.
Staden sammanbinds med Police av den regionala vägen 114. 
Den tidigare järnvägslinjen till Stobno väster om Szczecin är idag nedlagd.

## Vänorter
- Ueckermünde, Mecklenburg-Vorpommern, Tyskland.